# 傑克·懷特曼
杰克·怀特曼（英語：Jake Wightman，1994年7月11日—）是一名英国中长跑运动员，主要参加1500米比赛。他在2022年世界田径锦标赛上获得1500米金牌。他也曾参加2020年夏季奥林匹克运动会。

## 个人最好成绩
- 800 米– 1:44.18（俄斯特拉发 2020）
- 1000 米- 2:17.51（波士顿 2020）
- 1500 米– 3:29.23（尤金 2022）
- 一英里– 3:50.00（纽约 2021）